# شص دمعي
العرف الدمعي الخلفي مع جزء من السطح المداري الذي يقع خلفه مباشرة، يشكلان أصل الجزء الدمعي من العضلة الدويرية العينية وينتهي عند بروز صغير يشبه الخطاف، وهذا هو "الشِّصُّ الدَّمْعِيّ"، الذي يتطابق مع الحديبة الدمعية للفك العلوي ويٌكمل الفتحة العلوية للقناة الدمعية؛ يوجد أحياناً كقطعة منفصلة وهنا يسمى بالعظم الأقل دمعية.